# Asko Oinas
Asko Arvid Oinas, född 12 april 1929 i Kemijärvi, död 21 november 2020 i Tusby, var en finländsk ingenjör och ämbetsman. 
Oinas blev diplomingenjör 1956, var anställd vid Väg- och vattenbyggnadsverket 1956–1962, lektor vid tekniska institutet i Åbo 1962–1965, tjänsteman vid kommunikationsministeriet 1965–1970, avdelningschef vid arbetskraftsministeriet 1970–1973 och landshövding i Lapplands län 1974–1994. Han utgav 1999 memoarverket Ihmiset sen tekivät.